# Мульшур
Мульшур — деревня в Увинском районе Удмуртии, входит в Нылгинское сельское поселение. Находится в 24 км к юго-востоку от посёлка Ува и в 70 км к западу от Ижевска.